# Jez Butterworth
Pour les articles homonymes, voir Butterworth.
Jeremy "Jez" Butterworth est un dramaturge, réalisateur et scénariste britannique né à Londres en mars 1969.

## Biographie
Jeremy "Jez" Butterworth né en mars 1969, à l’hôpital Saint Thomas de Londres, au sein d'une famille de catholique irlandais, il est le cadet d'une fratrie de cinq enfants. Il grandit à Saint Albans dans le Hertfordshire, en Angleterre. Après ses études secondaires, il entre au St John's College (Cambridge). Après ses études, il se fait connaitre dans un premier temps comme un dramaturge et un scénariste de la télévision. Après le succès de sa première pièce Mojo (en) au Royal Court Theatre de Londres en 1995, qui a remporté le prix Laurence Olivier, ainsi que le prix Evening Standard, il fait ses premiers pas au cinéma en la réalisant en 1997,.
En 1999, il est l'un des lauréats du Prix Europe réalités théâtrales décerné au Royal Court Theatre (avec Sarah Kane, Mark Ravenhill, Conor McPherson, Martin McDonagh).

## Théâtre
- 1995 : Mojo (en), monté au Royal Court Theatre de Londres[7]
- 2002 : The Night Heron, monté au Royal Court Theatre de Londres[8],[9],[10]
- 2006 : The Winterling[11], monté au Royal Court Theatre de Londres
- 2008 : Parlour Song[12], monté à l'Atlantic Theater de New York[13],[14]
- 2012 : The River, monté au Royal Court Theatre de Londres[15],[16]
- 2009 : Jerusalem, monté au Royal Court Theatre de Londres[17],[18],[19]
- 2017 : The Ferryman, monté au Royal Court Theatre de Londres et à Broadway[20],[21],[22],[23]

## Filmographie

### Scénariste
- 1993 : Night of the Golden Brain (téléfilm)
- 1996 : Christmas (téléfilm)
- 1997 : Mojo de lui-même
- 2001 : Nadia (Birthday Girl) de lui-même
- 2007 : La Dernière Légion (The Last Legion) de Doug Lefler (en)
- 2010 : Fair Game de Doug Liman
- 2010 : Huge de Ben Miller
- 2012 : The Clear Road Ahead (court métrage) de Ian Rickson
- 2014 : Edge of Tomorrow de Doug Liman
- 2014 : Get on Up de Tate Taylor
- 2015 : 007 Spectre (Spectre) de Sam Mendes
- 2015 : Strictly Criminal (Black Mass) de Scott Cooper
- 2017-2018 : Britannia (série TV) - 9 épisodes[24]
- 2019 : Le Mans 66 (Ford v Ferrari) de James Mangold
- 2021 : Flag Day de Sean Penn
- 2023 : Indiana Jones et le Cadran de la destinée (Indiana Jones and the Dial of Destiny) de James Mangold
- 2024 : The Agency (série TV)

### Réalisateur
- 1997 : Mojo
- 2001 : Nadia (Birthday Girl)

### Producteur
- 2010 : Fair Game de Doug Liman
- 2017-2018 : Britannia (série TV) - épisode pilote
- 2024 : The Agency (série TV)
- 2025 : MobLand (série TV)

### Acteur
- 1994 : So Haunt Me (série TV) - 2 épisodes
- 1994 : Chandler & Co (série TV) - 1 épisode
- 1995 : The Bill (série TV) - 1 épisode

## Prix et distinctions
- 1995 : Lauréat du Evening Standard Theatre Awards, catégorie "révélation de l'année" pour Mojo
- 1996 : Lauréat du Laurence Olivier Award, catégorie "meilleure nouvelle comédie" pour Mojo
- 1999 : Lauréat du Prix Europe réalités théâtrales, avec le Royal Court Theatre
- 2007 : Lauréat du E. M. Forster Award, décerné par l'American Academy of Arts and Letters[25]
- 2009 ; Lauréat du Evening Standard Theatre Awards, catégorie "meilleure pièce", pour Jerusalem
- 2010 : Lauréat du Laurence Olivier Award, catégorie "meilleure nouvelle comédie", pour Parlour Song
- 2010 : Lauréat du Laurence Olivier Award, catégorie "meilleure nouvelle pièce", pour Jerusalem
- 2011 : Lauréat du Paul Selvin Honorary Award, décerné par la Writers Guild of America,
- 2017 : Lauréat du Critics'Circle Award, catégorie "meilleure nouvelle pièce" pour Ferryman[26]